# Éphèbe de Sélinonte
L'Éphèbe de Sélinonte ou Éphèbe de Castelvetrano est la statue d'un athlète grec qui fait une libation. C'est une sculpture en bronze haute d'environ 85 cm. La statue est du deuxième quart du Ve siècle av. J.-C., découverte à Sélinonte et conservée au musée municipal de Castelvetrano.

## Description
La statue est sculptée à la fin de la période archaïque, vers -460,.
Mesurant 85 cm de hauteur, la statue figure un jeune homme debout, la jambe droite avancée et le pied entièrement posé au sol, plaçant sa hanche droite légèrement plus basse que la gauche. L’Éphèbe tient le bras gauche replié, les doigts serrés comme pour tenir un objet, peut-être un rameau. Son bras droit, lui, est tendu vers l’avant, paume ouverte. Son visage se distingue par un menton saillant, une bouche et un nez petits, des pommettes discrètement saillantes et un front bas. Les yeux, étroits et allongés, sont remplis d’une matière blanche, probablement de la pâte de verre, ce qui constitue un trait distinctif. Enfin, de longs cheveux plaqués contre la tête forment une sorte de couronne.
C'est l'unique statue en bronze de cette taille retrouvée dans les vestiges siciliens.
La tête semble plus ancienne que le corps. Sa deuxième restauration fait apparaître une restauration durant l'Antiquité.
Le bronze ressemble aux hauts-reliefs des métopes du temple « E » de Sélinonte, particulièrement au visage d'Actéon dans la métope d'"Actéon mis en pièces par ses propres chiens en présence d'Artémis". Sa coiffure dénote une influence attique, mais sa réalisation est d'« une gaucherie assez touchante, caractéristique d’un atelier local » selon Pierre Lévêque.
Aucune interprétation n'est certaine, mais les recherches tendent davantage vers la personnification de la divinité de la rivière Selinon, laissant supposer à la professeure de littérature castelvetranaise Paola Grassa que la branche tenue en main aurait été du fenouil sauvage, emblème de la cité antique.
Il peut également représenter un jeune homme accomplissant une libation. D'après l'historien local Giuseppe Camporeale, il s'agitait de Dionysus Iacchos.

## Historique

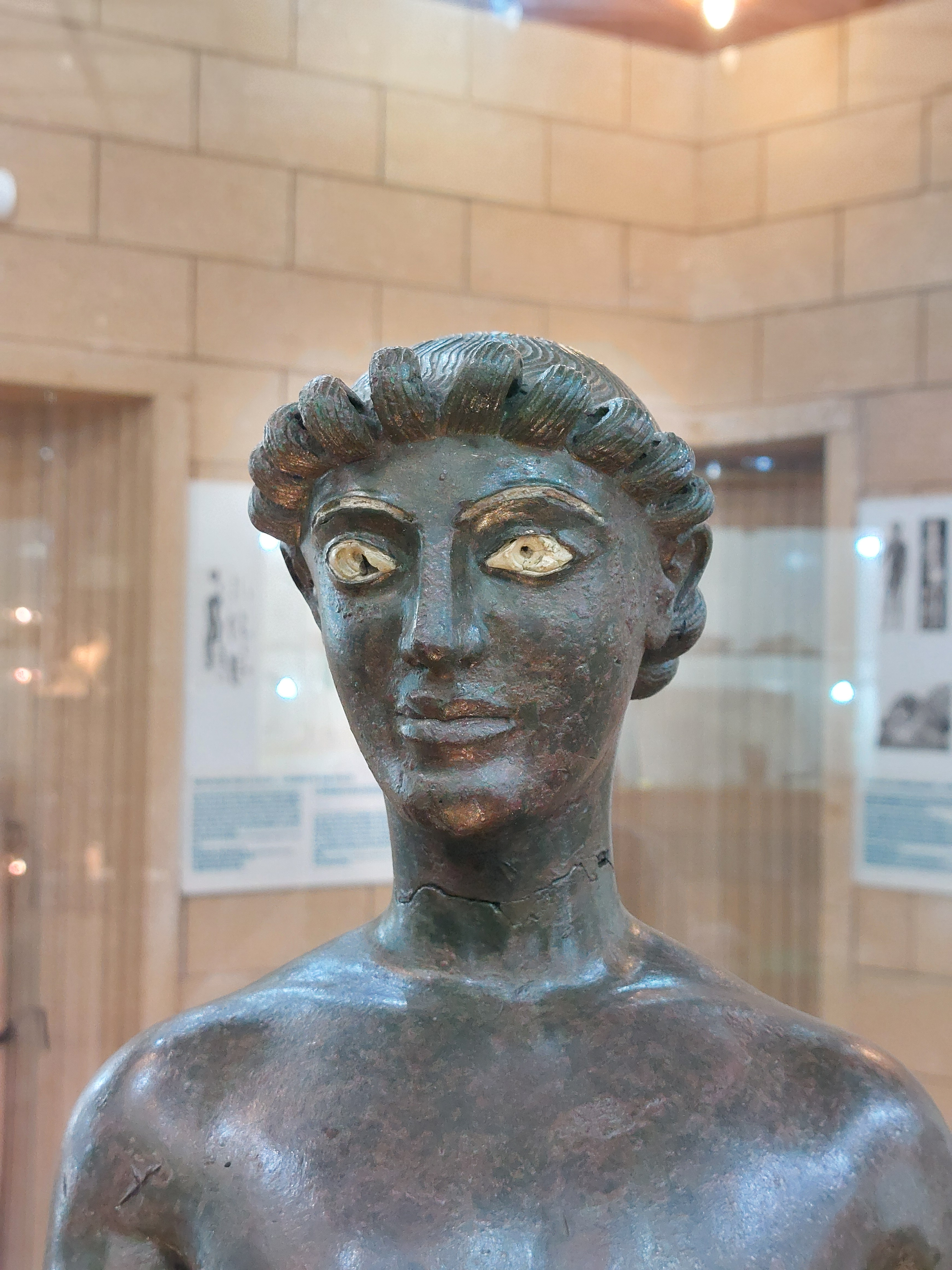
Tête de l'Éphebe de Sélinonte.

En 1882, à Gaggera, près de Sélinonte, un jeune gardien de cochons, de neuf ans, découvre fortuitement un bras en bronze. En tentant de la déterrer, il arrache le membre du reste de la statue qu'il exhume ensuite d'un sarcophage d'argile avec les propriétaires du terrain.
La statue est achetée en 1895 par la municipalité de Castelvetrano pour 7 000 £, et exposé au musée local, puis dans l'église Saint Dominique (it). Restauré en 1927 à Syracuse sous la direction de Paolo Orsi, il rejoint les collections du Musée national de Palerme puis revient à Castelvetrano en 1933.
Il est volé dans la nuit du 30 octobre 1962 par Francesco Messina Denaro, parrain mafieux, père de Matteo Messina Denaro, et retrouvé en 1968 à Foligno. À nouveau restauré à l'Institut central de restauration de Rome, il est exposé au Musée archéologique régional Antonino-Salinas à Palerme puis à Castelvetrano depuis 1997.